# سارة لجنف
سارة لجنف سباحة تونسية من مواليد 5 سبتمبر 1989. تحصلت على ميدالية برونزية في سباق 4*100 متر سباحة حرة في بطولة أفريقيا للسباحة 2008.

## مواضيع ذات صلة
- بطولة أفريقيا للسباحة 2008